# Slugterra
Slugterra är en kanadensisk animerad actionäventyrs-TV-serie som hade premiär i USA den 15 oktober 2012 på Disney XD.

## Handling
I Slugterra, en värld som liknar vår och som ligger mer än 16 mil under jordens yta, försvinner Will Shane i en duell med dr Blakk, men en stund tidigare skickar han ett brev genom sin snigel till sin son Eli Shane. När Eli fyllde 15 år åkte han till Slugterra för att bli en slinger som sin far. Här blir han vän med tre andra Slingers: Ready the Magnificent, en blyg och slarvig talpoid som kommer att vägleda honom, Trixie, en intelligent och erfaren människa som alltid kommer att ge honom stöd, och Kord Zane, en grotttrollexpert inom maskintillverkning och underhåll. Med dem bildar han Shane-gänget och syftar till att återställa fred och rättvisa för Slugterra, bekämpa Dr Thaddius Blakk och hans sgherri, för att stoppa deras plan att förorena och sprida Ghouls, som kan förstöra Slugterra.

## Avsnitt

### Säsong 1
1. The World Beneath our Feet: Part 1 (Världen därunder, del 1)
2. The World Beneath our Feet: Part 2 (Världen därunder, del 2)
3. The Trade (Byteshandeln)
4. The Slugout (Duellen)
5. Deadweed (Deadweed)
6. The Slug Run (Der Slug Run)
7. Shadows and Light (Ljus och skugga)
8. Dawn of the Slug (Zombus-snigeln)
9. Club Slug (Helglägret)
10. Endangered Species (Utrotningshotad Art)
11. Mecha Mutiny (Mecha-upproret)
12. Undertow (Underströmmen)
13. Mario Bravado (Mario Bravado)

### Säsong 2
1. The New Kid - Part 1 (Den nya killen, del 1)
2. The New Kid - Part 2 (Den nya killen, del 2)
3. Snowdance (Isdans)
4. Inheritance (Arvet)
5. A Distant Shore (En avlägsen värld)
6. The Journey Home (Resan hem)
7. Roboslugs (Robosniglar)
8. The Unbeatable Master (Den oslagbara mästaren)
9. Deep Water, Dark Water (Djupt vatten, mörkt vatten)
10. The Gentleman and the Thief (Gentlemannen och den Tjuven)
11. No Exit (Ingen utväg)
12. The Hard Part (Den svåra biten)

### Säsong 3
1. What Lies Beneath (Vad ligger under)
2. The Return (Det Blakk-Stålet)
3. Slugball (Snigelbollscupen)
4. King of Sling (Kungen av pitchers)
5. Mission Improbable (Zombiefängelset)
6. Keys to the Kingdom (Kungen av taupoiderna)
7. The Thrill of the Game (Spelets stormästare)
8. Lightwell (Ljus mot mörkret)
9. It Comes by Night (Monsterjakten)
10. Upgrade (En farlig fånge)
11. Back to Blakk (Berättelsen om Thaddeus Blakk)
12. Bandoleer of Brothers (Rookie)
13. Dark as Night (Under täckmantel)
14. Light as Day (Befrielse)

### Säsong 4
1. The Journey to the Eastern Caverns
2. The Great Slug Robbery
3. The Tournament of the Underlords
4. The Emperor
5. Second Chances
6. Get Pronto!
7. Stuff of Legend
8. Eastern Tech
9. Slug Day
10. The Fall of the Eastern Champion
11. The Lady and the Sword
12. The Emperor Strikes Back
13. The Return of the Eastern Champion

### Säsong 5
1. Back on the Shane Gang
2. The New Boss
3. Out of the Shadows
4. Ghouls and Monsters

## Det Film fra Slug
1. Slugterra: Ghoul from Beyond (Slugterra – Trollkarlen)
2. Slugterra: Return of the Elementals (Slugterra – Elementära sniglar)
3. Slugterra: Slug Fu Showdown (Slugterra – Slug Fu Showdown)